# Eckardt Suhl
Eckardt Suhl (Hamburg, 20 april 1943) is een voormalig hockeyer uit Duitsland. 
Suhl kwam uit voor West-Duitse hockeyploeg en nam tweemaal deel aan de Olympische Spelen en won in 1972 de gouden medaille.

## Erelijst
- 1968 – 4e Olympische Spelen in Mexico-Stad
- 1972 –  Olympische Spelen in München